# Bad Sülze
Bad Sülze là một town in the Vorpommern-Rügen (trước thuộc huyện Nordvorpommern) district, in Mecklenburg-Western Pomerania, Đức. It is situated on the river Recknitz, 35 km southwest of Stralsund, and 35 km east of Rostock.